# سلفادور سانشيز سيرين
سلفادور سانشيز سيرين (بالإسبانية: Salvador Sánchez Cerén)‏ (من مواليد 18 يونيو 1944) هو سياسي سلفادوري، ورئيس السلفادور منذ توليه المنصب في 1 يونيو 2014، وذلك بعد فوزه في الانتخابات الرئاسية عام 2014 كمرشح يمثل الحزب السياسي اليساري جبهة فارابوندو مارتي للتحرير الوطني. وقد سبق له أن شغل منصب نائب الرئيس في الفترة من سنة 2009 إلى سنة 2014. كما كان قائد للثوار خلال الحرب الأهلية، ويعتبر أول الثوار السابقين يشغل منصب رئيس للبلاد.
تولى منصب نائب رئيس السلفادور (1 يونيو 2009–1 يونيو 2014).

## روابط خارجية
- سلفادور سانشيز سيرين على موقع الموسوعة البريطانية (الإنجليزية)
- سلفادور سانشيز سيرين على موقع مونزينجر (الألمانية)